# Jumi

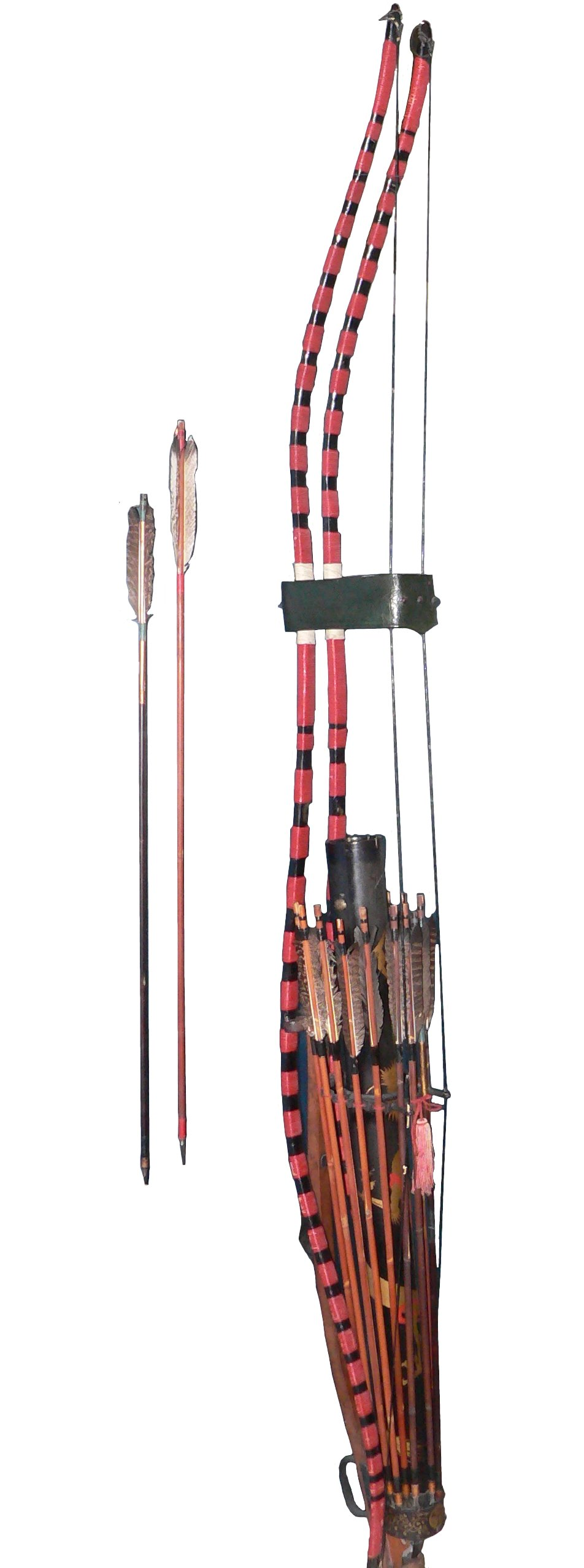
Japán íjtartó jumi íjakkal

A jumi (弓) aszimmetrikus japán íj. Hossza 182 cm-től 244 cm-ig terjedhet, feszítőereje: 18-23 kp, 180-230 N (120–150 m lövési távolság). Alkalmazása Japánban az írott történelmük előtti korokig visszavezethető. A Worenzhuan („Feljegyzések Wa népéről”) című kínai krónika említést tesz egy japán aszimmetrikus szárú íjról. Maga az írás körülbelül Kr. u. 400 körül készülhetett.
Anyaga: bambusz és lombos fa. A bambusz lehet madate- vagy moso-fajta, a lombos fa pedig eperfa-féle, ecetfa-féle vagy vadgesztenye. Rétegeinek száma 3 vagy 5.
Az íj a hasi oldalon 6, a hátoldalán 7 csomós bambuszból készül. A csapolásokat enyveszsinór-tekercseléssel erősítik meg. Készítésének folyamata évszázadok óta változatlan, tradicionálisnak nevezhető.
Felépítése aszimmetrikus, mivel az alsó szára rövidebb, mint a felső. Ezért nem az íjtest közepén fogják meg, hanem körülbelül az alsó 1/3-ának tetején. Hogy miért ilyen, arra több magyarázat is született: az egyik, hogy eredetileg lóról használták, és könnyebben át tudtak vele fordulni az egyik oldalról a másikra. A másik, hogy térdelő pozícióból könnyebb volt így lőni vele. A harmadik, hogy a fa sajátosságai miatt volt erre szükség. Általánosságban véve az aszimmetrikus íjak kialakulására az első és a második magyarázat a helyes. A második magyarázat kiegészítéseképpen indok, hogy a nagyobb lőtávolság, illetve a nyílvessző nagyobb átütőerejének elérése érdekében az íjtest hosszát növelni kellett. Azonban álló helyzetben az alsó szárnak méretbeli korlátot okoz a talaj (lovon ülve a lóhát) közelsége, így a kívánt teljesítményt csak a felső szár hosszának növelésével lehetett elérni.
Az íjkészítő mester vallásos áhítattal készít minden darabot, személyét kultikus tisztelet övezi. A hagyomány szerint minden jumiban van egy darab készítője lelkéből. Tulajdonosai nagy tisztelettel bánnak az íjjal, például nem lépik át, ha a földön hever. Mások jumiját engedély nélkül megérinteni épp akkora sértés, mint az illető házastársához közeledni.